# Sandra Trostel

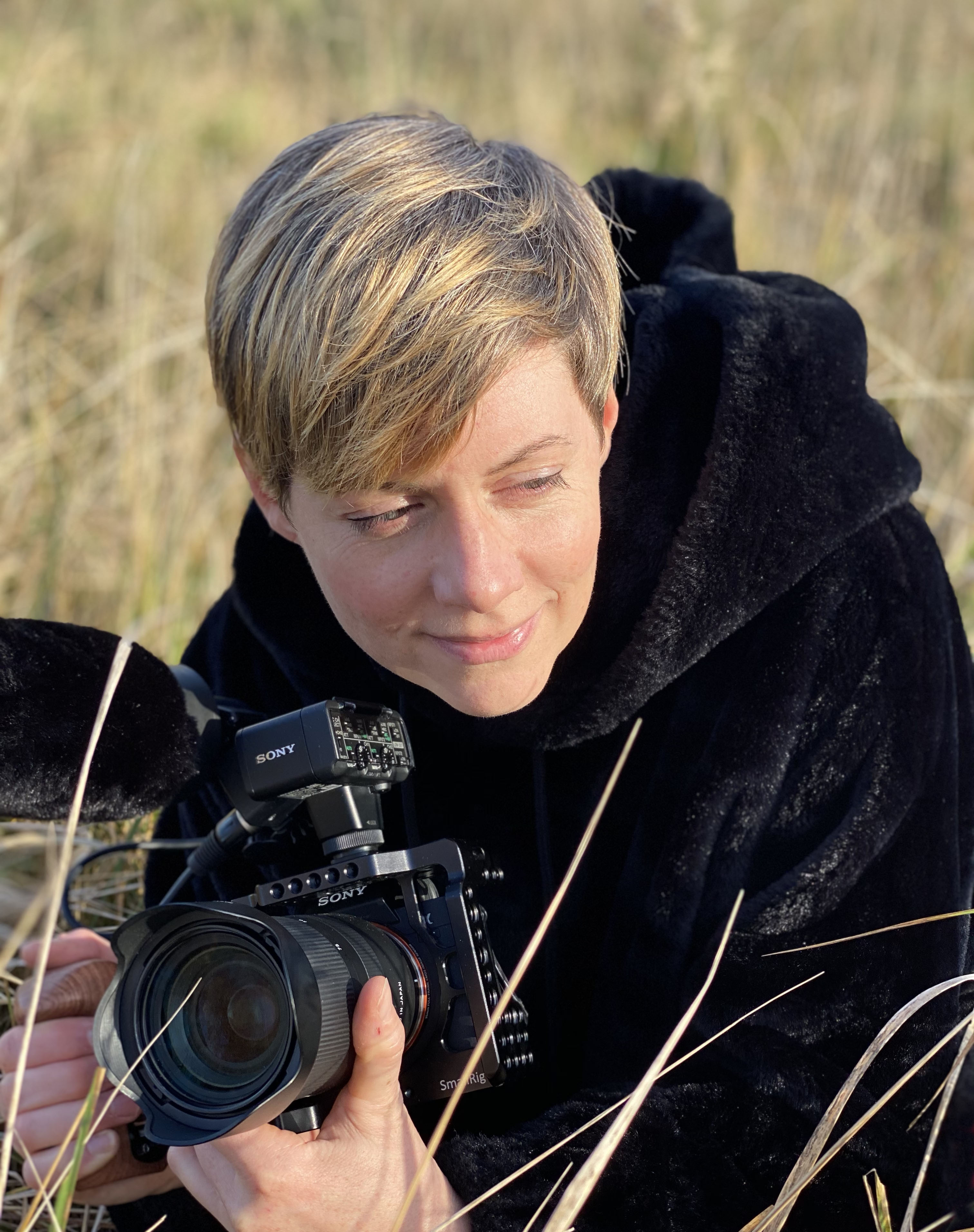
Sandra Trostel, 2020

Sandra Trostel (geboren am 27. März 1976 in einem Dorf in Baden-Württemberg) ist eine deutsche Filmemacherin und Filmeditorin.

## Beruflicher Werdegang
Nach dem Abitur zog Sandra Trostel 1996 nach Hamburg, wo sie zunächst Praktika in der Werbung machte. Von 1997 bis 2000 arbeitete sie als Junior-Editorin und in der Postproduktion von Werbefilmen. Ab 2000 war sie Editorin für Werbefilme und Musikvideos. Von 2001 bis 2002 belegte sie ein Aufbaustudium an der Internationalen Filmschule Köln. Von 2016 bis 2019 absolvierte sie den Masterstudiengang Next Level an der Hochschule für Angewandte Wissenschaften Hamburg.

## Werk
Trostel begann 2008 an eigenen Dokumentarfilmprojekten zu arbeiten, so führte sie beispielsweise Regie bei Konzertmitschnitten der Band Deichkind. Ihr Film Utopia Ltd. über die Hamburger Band 1000 Robota, der im Laufe von drei Jahren entstand, eröffnete 2011 die Perspektive Deutsches Kino der Berlinale. In diesem wie auch in den folgenden Projekten Everybody’s Cage und All Creatures Welcome, einer Dokumentation über den Chaos Computer Club, übernahm sie die Verantwortung für Produktion, Drehbuch, Regie und Schnitt. All Creatures Welcome wurde über Crowdfunding finanziert und ist inzwischen im Internet frei zugänglich. Zum 20. Geburtstag der deutschsprachigen Wikipedia veröffentlichte Trostel den Film unter freier Lizenz.
Nachdem im März 2021 enthüllt worden war, dass die Dokumentation Lovemobil zum Teil aus nachgestellten Szenen mit nicht-authentischen Darstellern bestand, initiierte Trostel gemeinsam mit der Produzentin Susanne Stenner eine Onlinekampagne für Transparenz und Ehrlichkeit im Dokumentarfilm, die von zahlreichen Filmschaffenden unterzeichnet wurde.

## Filmografie (Auswahl)
Als Editorin:
- 2002: Heim (Kurzfilm)
- 2003: Liebe! (Dokumentarfilm)
- 2004: Fresh Art Daily (Dokumentarfilm)
- 2006: Lauf der Dinge
- 2007: Ebbe (Kurzfilm)
- 2007: Altyapi (TV Kurzdokumentation)
- 2008: Die Braut (Kurzfilm)
- 2009: Work and Progress
- 2017: Dazu den Satan zwingen
- 2021: Landjäger

Produktion, Drehbuch, Regie, Schnitt:
- 2011: Utopia Ltd. (Dokumentarfilm)[4]
- 2017: Everybody’s Cage (Dokumentarfilm)
- 2018: All Creatures Welcome (Dokumentarfilm)[6]
- 2023: Zoopticon (gemeinsam mit John Frickey und Thies Mynther)[9]